# Neomintho curulis
Neomintho curulis là một loài ruồi trong họ Tachinidae.